# István Majoros
István Majoros est un lutteur hongrois spécialiste de la lutte gréco-romaine né le 11 juillet 1974 à Budapest.

## Biographie
Lors des Jeux olympiques d'été de 2004 se tenant à Athènes, il remporte la médaille d'or en combattant dans la catégorie des -55 kg. Il remporte également la médaille de bronze lors des Championnats du monde de 2005.